# Titulus Crucis

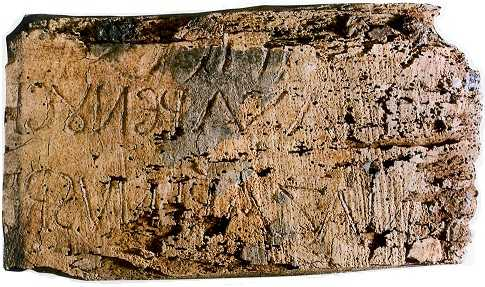
Imatge de la Titulus Crucis.

Titulus Crucis ("Rètol de la Creu", en llatí) és un tros de fusta que hom afirma que és una relíquia de la Vera Creu i que es troba a la basílica de la Santa Creu de Jerusalem, a Roma. La tradició cristiana afirma que la relíquia és un tros del rètol escrit en arameu, grec i llatí que havia a la creu on Jesucrist fou crucificat i que deia "Jesús de Nazaret, rei dels jueus".
La fusta és de noguera, 25x14 cm de mida, 2,6 cm de gruix i té un pes de 687 grams. A la inscripció, es poden distingir tres línies. La primera línia té escrites sis lletres hebrees en força mal estat de conservació. La segona està escrita en grec, i la tercera en llatí, ambdues amb l'escriptura invertida. Les paraules que es poden llegir de dreta a esquerra són:
ΝΑΖΑΡΕΝΥΣ Β
US NAZARENUS RE
Hom creu que la relíquia fou portada a Roma per santa Helena junt amb altres relíquies. L'any 2002, la Universitat de Roma III va realitzar proves de datació per radiocarboni en l'artefacte, i es va demostrar que fou fet entre el 980 i el 1146 dC.